# Vitis rupestris
Vitis rupestris é uma espécie de videira nativa do sul e oeste do continente norte-americano. Sob o nome de americano é muito usada como porta-enxerto na cultura de castas europeias de Vitis vinifera, produzindo plantas resistentes ao ataque da filoxera.
Localizações conhecidas de Vitis rupestris selvagem estão a desaparecer rapidamente, o que pode ameaçar o futuro desta espécie de videira.